# Leoz
Leoz (spanska) eller Leotz (baskiska), officiellt Leoz/Leotz, är en kommun i Spanien.   Den ligger i provinsen och regionen Navarra, i den nordöstra delen av landet, 300 km nordost om huvudstaden Madrid. Antalet invånare är 261.